# 突鼻蟹体鲎属
突鼻蟹体鲎属（学名：Rhinocarcinosoma）是蟹体鲎科的一属。属名来自古希腊语rhinós“nose”（鼻子，指其头甲有一个突出的小角）+古希腊语karkinos“crab”（螃蟹）+-soma“body”（身体）。

## 下属物种
本属包括以下物种：
- †皖氏突鼻蟹体鲎 Rhinocarcinosoma vaningeni Clarke & Ruedemann, 1912 (模式种) ，种名以Van Ingen的名字命名。
- †豆眼突鼻蟹体鲎 Rhinocarcinosoma cicerops Clarke, 1907，种名来自古希腊语kriós“a variety of chickpea”（一种豆类） + ophthalmos“eye”（眼睛）。
- †杜桑突鼻蟹体鲎 Rhinocarcinosoma dosonensis Braddy, Selden & Doan Nhat, 2002，种名来自其发现地Dô Son半岛，该地点位于越南北部。